# Hofkammer
Als Hofkammer, Kammer, Kastenamt, Rentkammer, Rentamt oder Rentei wurden im späten Mittelalter und in der frühen Neuzeit Behörden bezeichnet, die das Vermögen (Kammergut)  des Landesherrn und die Einkünfte daraus verwalteten. Die unterschiedlichen Bezeichnungen richteten sich nach örtlichem Herkommen. Die Bezeichnung Rentkammer oder Rentei ist darauf zurückzuführen, dass die Einkünfte auch als „Renten“ bezeichnet wurden. Später bezeichnete Rentamt auch eine Behörde zur Verwaltung grundherrschaftlicher Einnahmen. Von der Bezeichnung Kammer leitet sich der Begriff Kämmerer ab, der in einigen Regionen noch heute in der kommunalen Finanzverwaltung verwendet wird.

## Funktion
Zur Finanzierung von Hof, Infrastruktur und Heer griff der Landesherr zunächst auf eigene Finanzquellen zurück. Dazu zählten die Einkünfte landwirtschaftlicher Domänen, hergebrachte (Grund-)Abgaben, die Einnahmen aus Regalien, z. B. Ungelt, Grenzzölle und Gewinne aus dem Bergbau. All diese Einkünfte flossen bei der Hofkammer zusammen, die sie der fürstlichen Hofhaltung zum Verbrauch oder für Investitionen zur Verfügung stellte und die Beamten besoldete. Meist waren die Kammern auch für das Bauwesen verantwortlich. Auch für die Aufnahme von Krediten waren sie zuständig, wenn die Einnahmen nicht reichten, um den Finanzbedarf des Landesherren zu decken.
In den habsburgischen Landen wurde die dortige Hofkammer ab 1527 unter Ferdinand I. sukzessive zu einer Art Finanz- und Wirtschaftsministerium des Hofs bzw. Gesamtstaates.
Soweit in einem Territorium Stände Steuern bewilligten, wurden diese zumeist nicht an die Hofkammer abgeführt, sondern gesondert verwaltet.

## Weitere Entwicklung
Mit Entstehen der modernen staatlichen Finanzverwaltung im 18. und 19. Jahrhundert und der Trennung des fürstlichen Privatvermögens vom Staatshaushalt existierten die Hofkammern in manchen Staaten als Verwaltung des privaten Vermögens der landesherrlichen Familie weiter (z. B. in Württemberg). Manche dieser Einrichtungen bestehen privatrechtlich bis heute fort und führen mitunter die historische Bezeichnung „Hofkammer“ oder „Rentkammer“ weiter, so zum Beispiel die fürstliche Hofkammer in Bückeburg oder die Hofkammer des Hauses Württemberg. Auch im kirchlichen Bereich findet sich die Bezeichnung „Rentamt“ oder „Rentkammer“ noch für die kirchliche Finanzverwaltung.
In den habsburgischen Landen ab Maria Theresia und Joseph II. häufig umstrukturiert, entstand 1816 die „allgemeine Hofkammer“ in Wien, die nicht nur die oberste Behörde für das Finanzwesen im Kaisertum Österreich, sondern auch für Handel, Wirtschaft, Bergbau und den Verkehr zuständig war. Erst 1848 wurden diese Kompetenzen auf mehrere neu geschaffene Ministerien, u. a. das k. k. Finanzministerium aufgeteilt.
In Bayern, wo der Begriff Rentamt besonders lange verwendet wurde, gingen die Rentämter als Finanzbehörden aus den früheren Kastenämtern (von Kasten, auch in der Bedeutung von „Getreidespeicher“) hervor, die ursprünglich zur Verwaltung des landesherrlichen Kammergutes, besonders der Zehntabgaben landwirtschaftlicher Produkte, später aber auch der von Geldabgaben, dienten. Sie wurden seit 1802 von jeweils einem Rentbeamten (später: Rentamtmann) geleitet. Die Behörden wurden 1919, wie im restlichen Deutschland üblich, in „Finanzamt“ umbenannt.